# Bulvalen
Bullvalen (též bulvalen) je cyklický uhlovodík se sumárním vzorcem C10H10. Zaujímá klecovitou strukturu, kterou lze považovat za spojení jednoho cyklopropanového a tří cyklohepta-1,4-dienových kruhů. Jedná se o zvláštní látku v tom smyslu, že vazby C−C a C=C, z hlediska NMR spektroskopie, vznikají a zanikají velmi rychle.

## Stereodynamika

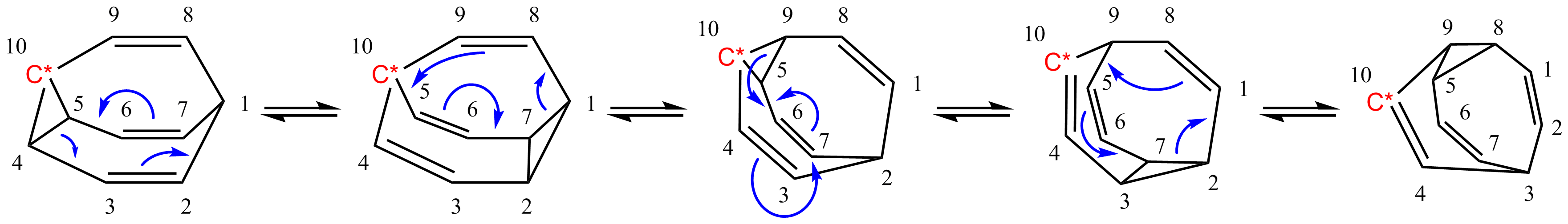
Pět tautomerů bulvalenu a příklady Copeových přemyků mezi nimi

Molekula bulvalenu obsahuje cyklopropanový základ a tři vinylenové skupiny propojené methinovými můstky. Toto uspořádání umožňuje degenerované Copeovy přesmyky, díky čemuž se v NMR spektru jeví všechny uhlíky i vodíky jako rovnocenné. Při pokojové teplotě obsahuje 1H NMR široký signál s chemickým posunem 5,76 ppm.
Při nižších teplotách se pološířka signálu zvětšuje a za velmi nízkých teplot je proměnlivost struktury bulvalenu omezená, což se projevuje přítomností čtyř signálů. Tato pozorování odpovídají výměnám, jejichž rychlostní konstanta k je blízko rychlosti oddělování čtveřice jednotlivých rezonančních struktur. Počet možných valenčních tautomerů bulvalenu s 10 odlišitelnými pozicemi je 10!/3 = 1 209 600 (bez započítání enantiomerů).

## Příprava
V roce 1963 vytvořil G. Schröder bulvalen fotolýzou dimeru cyklooktatetraenu. Při reakci se odštěpil benzen.
V roce 1966 W. von Eggers Doering a Joel W. Rosenthal provedli přípravu fotochemickým přesmykem cis-9,10-dihydronaftalenu.

## Podobné sloučeniny

### Bulvalony
Bulvalony jsou odvozeny od bulvalenu náhradou jedné vinylové skupiny bulvalenu ketonovou na methylenovém můstku. Jejich tvorbou lze aktivovat bulvalen pomocí zásady a zpětně deaktivovat jejím odstraněním:

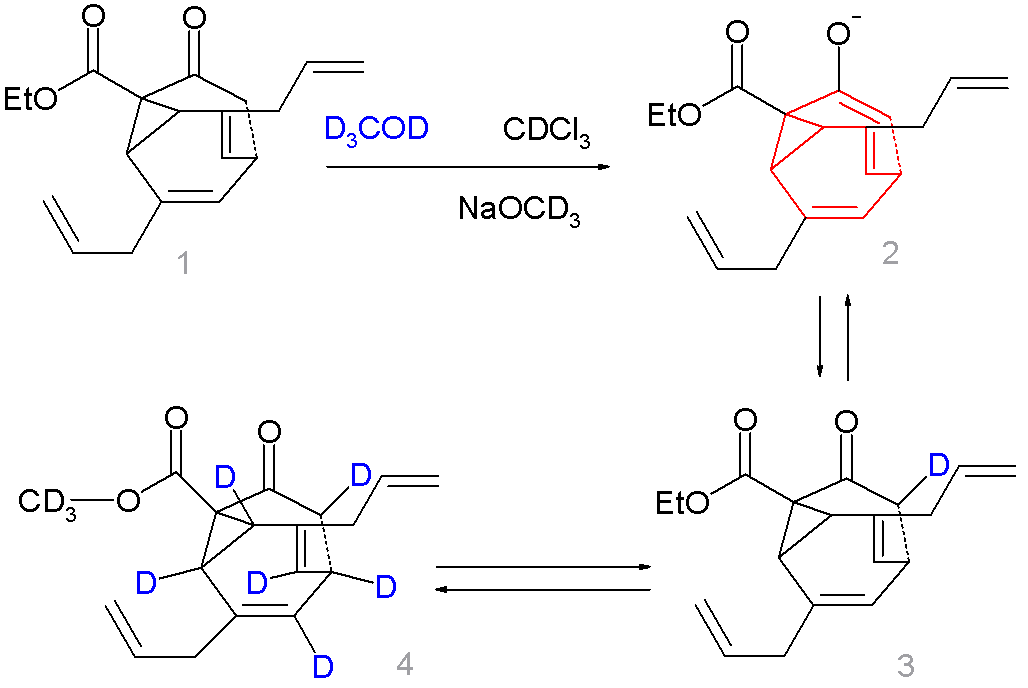
Bulvalon

Keton 1 se přidáním zásady, jako je například methoxid sodný v methanolu, mění na enolát 2. Deuteriovým značkováním je možné vytvořit nejprve sloučeninu 3 a následně směsi sloučenin obsahujících až 7 atomů deuteria, jako je například 4.

### Semibulvalen

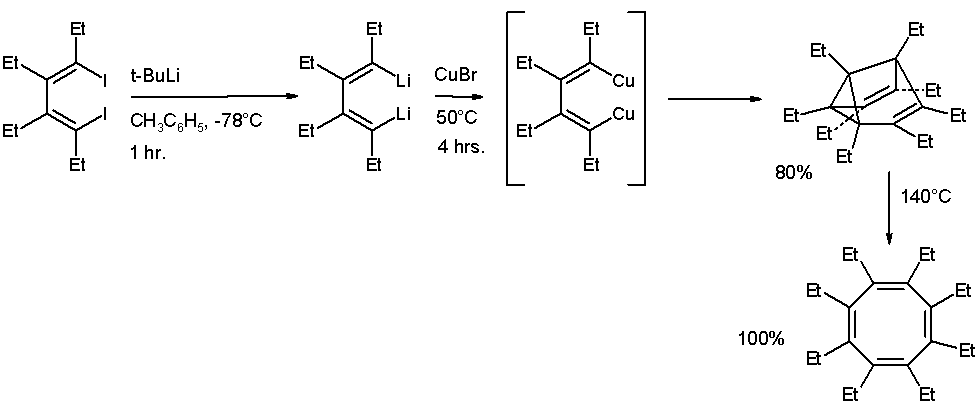
Příprava substituovaných semibulvalenů

Semibulvalen (tricyklo[3.3.0.02,8]okta-3,6-dien, C8H8) má jednu ethylenovou skupinu nahrazenou jednoduchou vazbou. Tato sloučenina byla poprvé připravena v roce 1966 fotolýzou barrelenu v isopentanu za použití acetonu jako fotosenzibilizátoru.

Příprava semibulvalenu

Semibulvalen vytváří pouze dva valenční tautomery (2a a 2b na obrázku výše), Copeův přesmyk u něj probíhá i při -110 °C, teplotě, kdy obvykle tento druh reakce není možný.
Z hlediska mechanismu je 6 vinylových protonů u barrelenu 1 kyselejších než dvojice můstkových protonů a lze je tak nahradit deuteriem reakcí s N-deuteriocyklohexylamidem. Fotolýzou sloučeniny 2 se vytváří biradikálový meziprodukt obsahující cyklopropanový kruh. Tento meziprodukt se přesmykuje na další, allylový, radikál, vytvářející dva mezomery. Rekombinacemi radikálů se vytvoří, ve stejných množstvích, semibulvaleny 3 a 4. Tento model podporuje nové rozložení allylových, vinylových a cyklopropanylových protonů, zjištěné protonovou NMR. Přeměna barrelenu na semibulvalen je tak di-pí methanovým přesmykem

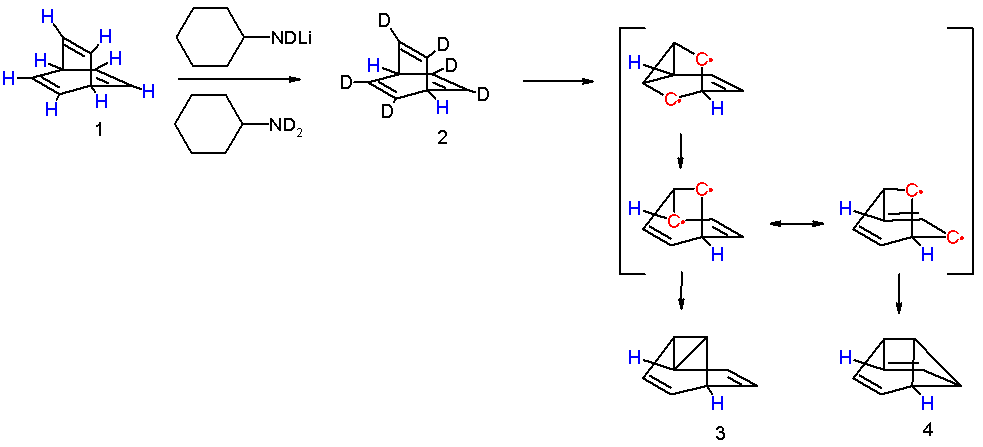
Mechanismus fotolýzy barrelenu

Alkylované semibulvaleny lze připravit pomocí cyklodimerizace substituovaných derivátů 1,4-dilithio-buta-1,3-dienu bromidem měďným.
Při 140 °C se ethylovaný semibulvalen izomerizuje na derivát cyklooktatetraenu.

### Barbaralan
Barbaralan (tricyklo[3.3.1.02,8]nona-3,6-dien, C9H10) má jednu ethylenovou skupinu nahrazenou methylenem a dynamika je podobná jako u semibulvalenu. Při jeho syntéze se vytváří ketonový meziprodukt nazývaný „barbaralon“.

## Název
Původ názvu není zcela jistý. Může pocházet z údajné přezdívky profesora Williama Doeringa („Bull“) nebo z návrhu názvu skeptického studenta (bull-valen).